# Çesk Zadeja
Çesk Zadeja (8. června 1927 Skadar - 15. srpna 1997 Řím) byl albánský hudební skladatel. Studoval v Moskvě a výrazně se podílel na rozvoji umění v Tiraně. Je také znám jako „Otec albánské hudby“.

## Diskografie
- Kenge, Albanian Piano Music, Vol. 1, Kirsten Johnson, klavír, Guild GMCD 7257, obsahuje Čtyři skladby pro klavír.
- Rapsodi, Albanian Piano Music, Vol. 2, Kirsten Johnson, klavír, Guild GMCD 7300, obsahuje Téma a variace e moll a Toccatu.